# 御船麻砥
御船 麻砥（みふね あさと）は、日本の漫画家。イラスト、キャラクターデザイン、ロゴデザイン等でも活動している。

## 経歴
2001年〜2002年 月刊マガジンZ（講談社）「幽形聖境クークラ」（原作：田沢孔治）連載にて漫画家デビュー
2003年　月刊コミックバーズ（発行：幻冬舎コミックス 発売：幻冬舎）読み切り「校舎裏の番人」掲載
2003年〜2005年 まんたんブロード（毎日新聞社）、webにて「HELL ALL-5」連載
2005年〜2006年　季刊E☆2（発行：メディエイション 発売：飛鳥新社）「BELL DRILL」連載
2006年〜2008年 月刊コミックバーズ（発行：幻冬舎コミックス 発売：幻冬舎）「ヤオヨロズガール」連載
2009年3月〜2010年11月、隔月刊コミックZERO-SUM増刊WARD（一迅社）にて「アクマゼルマ」連載

## 単行本リスト
- 幽形聖境クークラ 1巻（2002年1月、講談社）
  - 幽形聖境クークラ 2巻（2002年8月、講談社）
- ヤオヨロズガール 1巻（2007年1月、発行：幻冬舎コミックス 発売：幻冬舎）
  - ヤオヨロズガール 2巻（2008年2月、発行：幻冬舎コミックス 発売：幻冬舎）
- HELL ALL-5（2008年2月、発行：幻冬舎コミックス 発売：幻冬舎）
- アクマゼルマ 1巻（2010年1月、一迅社）
  - アクマゼルマ 2巻（2010年12月、一迅社）

## その他の活動
- アーケードゲーム「GuitarFreaks & DrumMania」シリーズ（コナミデジタルエンタテインメント）
楽曲ムービーイラストを多数担当
「ヒカリヘ」　GUITARFREAKS 10thMIX / drummania 9thMIX (2003/10)
「カナリヤ」　GUITARFREAKS 11thMIX / drummania 10thMIX (2004/04)
「going up」
「タラッタダンス」　GuitarFreaksV / DrumManiaV (2005/02)
「HELLO YOU」　GuitarFreaksV2 / DrumManiaV2 (2005/11)
「カルマ」　GuitarFreaks V3 / DrumMania V3 (2006/09)
「venus」
「遠雷～遠くにある明かり～」　GuitarFreaksV4 Rock×Rock / DrumManiaV4 Rock×Rock (2007/08)
「メーデー」　GuitarFreaksV5 Rock to Infinity/ DrumManiaV5 Rock to Infinity (2008/06)
「ブルーバード」　GuitarFreaksV6 BLAZING!!!!/ DrumManiaV6 BLAZING!!!! (2009/04)
「Hunter〜どうしても欲しいもの〜」　GuitarFreaksV7 / DrumManiaV7 (2010/03)

- テレビアニメ「ファイアボール」（ウォルト・ディズニー・ジャパン）
ゲストデザイナー

- テレビアニメ「ファイアボール チャーミング」（ウォルト・ディズニー・ジャパン）
おしゃれデザイン

- コンピレーションアルバムCD「空想活劇」（Voltage of Imagination/IMAGICAイメージワークス）
「Back-alley Spiders」（MintJam）イメージイラスト

- フリーペーパー「まんたんブロード」（毎日新聞社）
カバーイラスト（vol.1〜vol.22）同誌内で連載の「HELL ALL-5」で毎号描かれていた

- MMOゲーム「破天一剣」（SeedC株式会社）
日本移植版キャラクターデザイン、イラスト、ロゴデザイン、ゲーム内NPCイラストなど、幅広く担当

- TEHON「わたってごらん」（ポピー）
絵本イラスト　（原作／小林幸子）